# إد دوايت
إدوارد جوزف «إد» دوايت جونيور (بالإنجليزية: Ed Dwight) (ولد في 9 سبتمبر عام 1933)، نحات ومؤلف وطيار اختبار سابق أمريكي، كان أول أمريكي من أصل أفريقي يدخل برنامج تدريب القوات الجوية التي اختارت ناسا منه رواد فضاء.

## الطيران

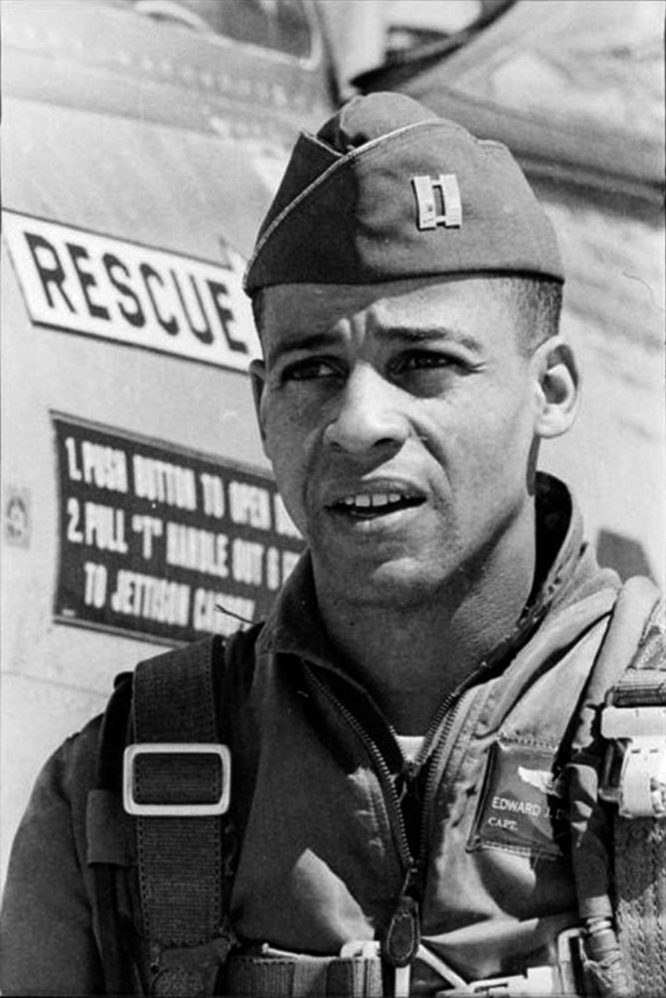
إد دوايت

التحق دوايت بالقوات الجوية الأمريكية عام 1953. أكمل تدريبه كطالب عسكري وطيار متدرب في قاعدة لاكلاند الجوية قرب سان أنطونيو في تكساس. انتقل بعدها إلى قاعدة مالدن الجوية في مدينة مالدن، ميسوري، لإنهاء تدريبه الأولي على الطيران. حاز على تعيين ملازم ثانٍ في القوات الجوية عام 1955 قبل أن يُعيّن في قاعدة ويليامز الجوية، جنوب شرق فينكس، أريزونا.
في أثناء تدريبه ليصبح طيار اختبار، التحق دوايت بصفوف مسائية في جامعة ولاية أريزونا. عام 1957، حصل على شهادة بكالوريوس العلوم في هندسة الطيران بتقدير امتياز. أنهى دوايت لاحقًا دورات القوات الجوية في القيادة الاختبارية التجريبية للطائرات عام 1961 وفي مجال بحث الفضاء في قاعدة إدواردز الجوية عام 1962. حاز على رتبة نقيب في أثناء عمله في القوات الجوية.

### مرحلة تدريبه كرائد فضاء
في عام 1961، اختارت إدارة كينيدي، دوايت كأول رجل فضاء مُتدرب أمريكي من أصل أفريقي، بناءً على اقتراح المدير التنفيذي للرابطة الحضرية الوطنية ويتني يونغ. حاز اختياره على اهتمام وسائل الإعلام، وظهر دوايت على أغلفة المجلات الإخبارية مثل إبوني وجِت وسِبيا.
وصل دوايت إلى المرحلة الثانية في كلية بحوث الفضاء لتدريب طياري الاختبار، لكن ناسا لم تختره ليكون رائد فضاء. استقال من القوات الجوية عام 1966، مدعيًا، وفقًا لصحيفة الغارديان، أن «السياسات العنصرية أجبرته على الخروج من ناسا والعودة إلى عمل الضابط في القوات النظامية».

## النحت
بعد الاستقالة من القوات الجوية، عمل دوايت كمهندس وفي مجال العقارات ولدى شركة آي بي إم. افتتح مطعم شواء في دنفر. كان دوايت أيضًا مقاول إنشاءات ناجحًا و«بنى في بعض الأحيان أشياء من الخردة المعدنية». نما اهتمام دوايت الفني في النحت واهتمامه بمعرفة رموز تاريخية من البشرة السوداء، بعد أن كلفه نائب حاكم كولورادو -وهو أول نائب من أصل أفريقي- جورج إل. براون، بتشكيل تمثال مبنى كابيتول الولاية عام 1974. عند انتهائه، انتقل دوايت إلى دنفر وحصل على شهادة الماجستير في الفنون الجميلة من قسم النحت من جامعة دنفر عام 1977. تعلم كيف يُشغل مسبكة حديد الصب التابعة لجامعة دنفر في أواسط سبعينيات القرن العشرين.
تشمل كل واحدة من قطع دوايت الفنية، شخصيات من البشرة السوداء وناشطين في مجال الحقوق المدنية، مع التركيز على مواضيع العبودية والتحرر وعصر ما بعد الإعمار. تمثل معظم القطع أشخاصًا من البشرة السوداء فقط، لكن منحوتة طريق السكة الحديدية السرية في باتل كريك تُكرم أيضًا إيراستوس وسارة هاسي، اللذين كانا مرشدين في الطريق السري. كان أول عمل مهم لدوايت، تكليفه عام 1974 بتشكيل منحوتة لنائب حاكم كولورادو، جورج إل. براون. كُلّف بعدها من قِبل هيئة الذكرى المئوية لانضمام كولورادو إلى الاتحاد بتشكيل سلسلة من المنحوتات البرونزية تحت عنوان «الجبهة السوداء في الغرب الأمريكي».
بعد انتهائه من معرض «الجبهة السوداء في الغرب الأمريكي» بوقت قصير، شكّل دوايت سلسلة من أكثر من 70 منحوتة برونزية في متحف قوس جيت واي (قوس المدخل) في مدينة سانت لويس بناءً على طلب إدارة المتنزهات الوطنية. تُصوّر السلسلة، «جاز: شكل فني أمريكي»، تطور الجاز وتُبرز مغنيي وعازفي الجاز مثل لويس أرمسترونغ ومايلز ديفيس وديوك إلنغتون وإيلا فيتزجيرالد وبيني غودمان وشارلي باركر.
يملك دوايت ويُدير استديوهات إيد دوايت، مقرها في دنفر، كولورادو. يُعرف عنه الاستخدام الخلاق للمساحة السلبية في النحت. تضم منشأته، التي تبلغ مساحتها 25,000 قدم مربع، ستوديو ومعرضًا ومسبكة ومجموعة كبيرة من المواد البحثية. المعرض والاستوديو مفتوحين للعامة.

## وصلات خارجية
- الموقع الرسمي

في عام 1961، اختارت إدارة كينيدي، دوايت كأول رجل فضاء مُتدرب أمريكي من أصل أفريقي، بناءً على اقتراح المدير التنفيذي للرابطة الحضرية الوطنية ويتني يونغ. حاز اختياره على اهتمام وسائل الإعلام، وظهر دوايت على أغلفة المجلات الإخبارية مثل إبوني وجِت وسِبيا.
وصل دوايت إلى المرحلة الثانية في كلية بحوث الفضاء لتدريب طياري الاختبار، لكن ناسا لم تختره ليكون رائد فضاء. استقال من القوات الجوية عام 1966، مدعيًا، وفقًا لصحيفة الغارديان، أن «السياسات العنصرية أجبرته على الخروج من ناسا والعودة إلى عمل الضابط في القوات النظامية».
النحت
بعد الاستقالة من القوات الجوية، عمل دوايت كمهندس وفي مجال العقارات ولدى شركة آي بي إم. افتتح مطعم شواء في دنفر. كان دوايت أيضًا مقاول إنشاءات ناجحًا و«بنى في بعض الأحيان أشياء من الخردة المعدنية». نما اهتمام دوايت الفني في النحت واهتمامه بمعرفة رموز تاريخية من البشرة السوداء، بعد أن كلفه نائب حاكم كولورادو -وهو أول نائب من أصل أفريقي- جورج إل. براون، بتشكيل تمثال مبنى كابيتول الولاية عام 1974. عند انتهائه، انتقل دوايت إلى دنفر وحصل على شهادة الماجستير في الفنون الجميلة من قسم النحت من جامعة دنفر عام 1977. تعلم كيف يُشغل مسبكة حديد الصب التابعة لجامعة دنفر في أواسط سبعينيات القرن العشرين.
تشمل كل واحدة من قطع دوايت الفنية، شخصيات من البشرة السوداء وناشطين في مجال الحقوق المدنية، مع التركيز على مواضيع العبودية والتحرر وعصر ما بعد الإعمار. تمثل معظم القطع أشخاصًا من البشرة السوداء فقط، لكن منحوتة طريق السكة الحديدية السرية في باتل كريك تُكرم أيضًا إيراستوس وسارة هاسي، اللذين كانا مرشدين في الطريق السري. كان أول عمل مهم لدوايت، تكليفه عام 1974 بتشكيل منحوتة لنائب حاكم كولورادو، جورج إل. براون. كُلّف بعدها من قِبل هيئة الذكرى المئوية لانضمام كولورادو إلى الاتحاد بتشكيل سلسلة من المنحوتات البرونزية تحت عنوان «الجبهة السوداء في الغرب الأمريكي».
بعد انتهائه من معرض «الجبهة السوداء في الغرب الأمريكي» بوقت قصير، شكّل دوايت سلسلة من أكثر من 70 منحوتة برونزية في متحف قوس جيت واي (قوس المدخل) في مدينة سانت لويس بناءً على طلب إدارة المتنزهات الوطنية. تُصوّر السلسلة، «جاز: شكل فني أمريكي»، تطور الجاز وتُبرز مغنيي وعازفي الجاز مثل لويس أرمسترونغ ومايلز ديفيس وديوك إلنغتون وإيلا فيتزجيرالد وبيني غودمان وشارلي باركر.
يملك دوايت ويُدير استديوهات إيد دوايت، مقرها في دنفر، كولورادو. يُعرف عنه الاستخدام الخلاق للمساحة السلبية في النحت. تضم منشأته، التي تبلغ مساحتها 25,000 قدم مربع، ستوديو ومعرضًا ومسبكة ومجموعة كبيرة من المواد البحثية. المعرض والاستوديو مفتوحين للعامة.
- الموقع الرسمي